# Чуркин, Виталий Иванович
Вита́лий Ива́нович Чу́ркин (21 февраля 1952, Москва — 20 февраля 2017, Нью-Йорк) — советский и российский дипломат, чрезвычайный и полномочный посол. В разные периоды являлся послом в Чили, Бельгии и Канаде, постоянным представителем России при НАТО и Западноевропейском союзе, заместителем министра иностранных дел России. Постоянный представитель Российской Федерации при Организации Объединённых Наций и в Совете Безопасности ООН с 8 апреля 2006 по 20 февраля 2017 года (до своей смерти). Кандидат исторических наук.

## Биография

### Ранние годы
Виталий Иванович Чуркин родился 21 февраля 1952 года в Москве. Был единственным ребёнком в семье авиационного инженера-конструктора Ивана Васильевича Чуркина (родом из деревни Маринкино Владимирской области) и домохозяйки Марии Петровны (из Подмосковья).
Учился в 56-й московской специализированной школе (ныне — гимназия № 1522) с преподаванием ряда предметов на английском языке. С младшего школьного возраста брал также частные уроки английского у Лилии Ароновны Рыскиной, эмигрантки из США, носительницы языка. По успеваемости занимал лидирующие позиции среди одноклассников, выделялся упорством в овладении знаниями. Был секретарём комсомольской организации школы. Претендовал на золотую медаль, но не получил её из-за неприязненного отношения со стороны директора школы Марии Максимовны Земченковой, которая считала его «карьеристом».
В 11-летнем возрасте снялся в фильме о Ленине — «Синяя тетрадь» (1963, реж. Лев Кулиджанов), исполнив роль сына Николая Емельянова, хозяина шалаша Ленина в Разливе. В следующем году сыграл роль сына врача скорой помощи в картине «Ноль три» (1964, реж. Игорь Ельцов). В 13 лет снялся в роли обычного мальчишки в другом фильме о Ленине — первой части дилогии — «Сердце матери» (1965, реж. Марк Донской). От продолжения работы в кино отказался, чтобы сконцентрироваться на учёбе в школе; впоследствии об этом не жалел, полагая, что «не был бы хорошим актёром». Параллельно выступал в школьном театре, увлекался конькобежным спортом: тренировался на Стадионе юных пионеров, побеждал на городских соревнованиях, в частности, стал чемпионом Москвы среди юниоров по норвежским конькам.
В 1969 году, сразу по окончании школы, поступил на факультет международных отношений Московского государственного института международных отношений МИД СССР. По словам дипломата Владимира Чхиквадзе, Чуркин «всего добивался сам», об отсутствии протекции свидетельствует направление его в рамках учебного процесса в ВУЗе на отделение монгольского языка, которым Виталий занимался четыре года, но, по своему собственному признанию, «с тех пор практически ни разу не пользовался». Учился вместе с Андреем Козыревым и Андреем Денисовым. Ездил со стройотрядом в Сибирь, работал в Хакасии, где получил благодарственную грамоту.

### Дипломатическая карьера

#### 1974—1991 годы
В 1974 году окончил МГИМО МИД СССР. В 1980 году в Дипломатической академии МИД СССР защитил диссертацию на соискание учёной степени кандидата исторических наук по теме «Китай и Япония во внешнеполитической стратегии США, 1969—1980» (специальность 07.00.05 — история международных отношений и внешней политики). Владел монгольским, английским и французским языками.
На дипломатической работе с 1974 года.
В 1974—1979 годах работал референтом, а затем старшим референтом в отделе переводов МИД СССР, был переводчиком на переговорах по ОСВ-2, при подписании генеральным секретарём ЦК КПСС Леонидом Брежневым и президентом США Джимми Картером договора 18 июня 1979 года в Вене. В те же годы в Москве познакомился с сенатором Джо Байденом, будущим президентом США, приехавшим в Москву в качестве главы делегации Сената США для обсуждения вопроса о ратификации договора ОСВ-2.
В 1979—1982 годах — третий, второй, первый секретарь отдела США МИД СССР. В 1979 году впервые направлен в командировку в США, где работал следующие 7 лет. В тот период, характеризовавшийся тотальным противостоянием и обострением «холодной войны», активно общался с представителями американской прессы, телевидения.
В 1982—1987 годах — второй, а затем первый секретарь посольства СССР в США. В ряде СМИ опубликована информация о том, что 1 сентября 1983 года, наутро после того, как советский истребитель сбил над Охотским морем в районе Сахалина южнокорейский «Боинг» с сотнями пассажиров на борту, Чуркин оказался единственным дипломатом посольства СССР в США, кто в Вашингтоне вышел к прессе отвечать на вопросы и обсуждать данный инцидент. Впоследствии, в 2014 году в письме телеведущей Кристиан Аманпур, опубликованном на сайте RT, Чуркин, парируя упрёк, будто он не хочет отвечать на неудобные вопросы и выходить из «зоны комфорта», упомянул о своём публичном выступлении в Вашингтонском кафедральном соборе в сентябре 1983 года, спустя две недели после катастрофы южнокорейского авиалайнера. В 2015 году Чуркин назвал историю с авиалайнером «бытующей легендой», утверждая, что впервые выступал в США перед широкой аудиторией весной 1986 года, в связи с чернобыльской аварией.
В мае 1986 года Чуркин давал показания перед конгрессом США по поводу аварии на Чернобыльской АЭС, став первым советским чиновником, появившимся на заседании этого американского законодательного органа. Будучи делегированным на слушания послом СССР в США Анатолием Добрыниным по приглашению представителя Эда Марки от Массачусетса, относительно молодой дипломат Чуркин, курировавший в посольстве отдел по контролю над вооружениями, продемонстрировал членам Подкомитета Палаты представителей США по энергетике и торговле свободное владение английским языком, вдобавок к разумным, но острым и иногда язвительным ответам на вопросы конгрессменов. К примеру, на вопрос представителя Рона Уайдена от Орегона «можете ли вы сказать мне, с точки зрения непрофессионала, что случилось, почему это случилось?» Чуркин отреагировал: «Можете ли вы сказать мне, с той же самой непрофессиональной точки зрения, почему и как произошло крушение Челленджера?… Никто не думал, что это может случиться». Не являясь экспертом по ядерной энергетике и прибегая к умелому уклонению от комментариев, Чуркин заслужил благодарность от членов подкомитета, включая Марки, и даже от журналистов, по делу работы имевших знакомство с советской пропагандой. По мнению Виталия Игнатенко, бывшего пресс-секретаря Горбачёва, именно Чуркин «формулировал в американском Конгрессе на слушаниях то, что не могла сформулировать парализованная Москва, что мы не могли для своего собственного народа объяснить, что случилось и как к этому относиться».
В 1987—1989 годах — референт Международного отдела ЦК КПСС. Когда Анатолий Добрынин перешёл на работу в ЦК КПСС, он взял с собой в качестве помощника Чуркина, бывшего до этого пресс-секретарём посольства в США. В 1989 году после ухода Добрынина на пенсию Чуркин по решению Политбюро вернулся на работу в МИД в качестве эксперта при министре иностранных дел.
В 1989—1990 годах — пресс-секретарь министра иностранных дел СССР Эдуарда Шеварднадзе.
10 декабря 1990 года получил дипломатический ранг чрезвычайного и полномочного посла.
В 1990—1991 годах — начальник Управления информации МИД СССР. Охотно общался с прессой, приходил на «Эхо Москвы», где Алексей Венедиктов его шутливо спрашивал: «А как можно управлять информацией? А как ваше управление будет управлять информацией?».
В 1991 году являлся членом коллегии МИД СССР.

#### 1991—2006 годы
В 1991—1992 годах — начальник Управления информации МИД России.
С 27 марта по 7 июля 1992 года — чрезвычайный и полномочный посол России в Чили. По словам бывшего посла РФ в Чили Владимира Чхиквадзе, Чуркин «не доехал» до Чили.
Сквозь буран, снегопады, заносы,

Под прицелами НАТОвских дул

И под взглядом Акаши раскосым

Дипломат свою линию гнул.
C 4 июня 1992 года по 11 ноября 1994 года — заместитель министра иностранных дел Российской Федерации Андрея Козырева. В период войны в Боснии был специальным представителем президента Российской Федерации на Балканах, курируя разрешение конфликта в бывшей Югославии. Чуркин участвовал в переговорах со всеми сторонами конфликта, а также с ООН, ЕС, США и Канадой, приведших к возникновению «политической коалиции по урегулированию конфликта в Боснии», что, по его мнению, создало «предпосылки для того, чтобы подвигнуть народы Боснии и Герцеговины к мирному урегулированию. Однако последнее слово остаётся всё же за ними». Отвергая «обвинения в просербской или какой-либо другой позиции», Чуркин вместе с тем отмечал невозможность договориться с боснийскими сербами, так как они «поражены военным безумием». Чтобы обозначить интересы Российской Федерации, Чуркин одним из первых предложил направить в Сараево российские воинские части, впоследствии преобразованные в 629-й отдельный пехотный батальон ООН, ввиду чего после переговоров сербы согласились вывести тяжёлую артиллерию из-под Сараево и передать её под контроль ООН. Используя традиционные связи России с православными сербами, Чуркин выступил в качестве посредника при заключении соглашения, остановившего авиаудары НАТО и помогшего снятию осады с боснийского Сараева, а затем и приведшего к включению российского батальона в региональный контингент ООН. Вместе с тем Чуркин отмечал, что сербы совершили предательство, использовав «российскую поддержку как прикрытие» и атаковав город Горажде, находившийся под контролем боснийских мусульман и объявленный зоной безопасности ООН.
В 1992 году, став заместителем министра, впервые в истории российской и советской дипломатии начал проводить регулярные открытые брифинги для иностранных журналистов. В ходе этих брифингов Чуркин на хорошем английском языке отвечал на вопросы западных корреспондентов, на которые прежде МИД реагировал только в эпистолярном жанре — официальными письмами и пресс-релизами. Такой же непосредственной манеры коммуникации придерживался впоследствии и в ООН.
В 1992 году сопровождал президента России Бориса Ельцина в поездке по США и Канаде через Великобританию. Тогда же возглавлял правительственную делегацию на переговорах с Комиссией Европейских сообществ по выработке «Соглашения о партнерстве и сотрудничестве между Российской Федерацией и Европейскими сообществами».
В 1992, 1993 и 1994 годах был официальным представителем президента России при рассмотрении Верховным Советом и Федеральным Собранием вопросов о ратификации «Договора между Российской Федерацией и Республикой Польша о дружественном и добрососедском сотрудничестве», «Договора о дружественных отношениях и сотрудничестве между Российской Федерацией и Республикой Болгарией», «Договора между Россией и Францией», Протокола о прекращении действия Договора о дружбе, сотрудничестве и взаимной помощи, подписанного в Варшаве 14 мая 1955 года, и Протокола о продлении срока его действия, подписанного 26 апреля 1985 года в Варшаве, «Договора между Российской Федерацией и Венгерской Республикой о дружественных отношениях и сотрудничестве», ратификации «Конвенции о защите Чёрного моря от загрязнения», «Договора о принципах отношений между Российской Федерацией и Соединённым Королевством Великобритании и Северной Ирландии», повторном рассмотрении законов «О Государственной границе Российской Федерации» и «О международных договорах Российской Федерации», рассмотрении в палатах Федерального Собрания вопросов о ратификации «Договора о дружественных отношениях и сотрудничестве между Российской Федерацией и Чешской Республикой», «Договора о дружбе и сотрудничестве между Российской Федерацией и Греческой Республикой», «Договора о дружественных отношениях и сотрудничестве между Российской Федерацией и Словацкой Республикой».
Во время событий 3—4 октября 1993 года в Москве Чуркин выступал посредником между Виктором Черномырдиным и Верховным Советом.
С 3 октября 1994 по 25 февраля 1998 года — чрезвычайный и полномочный посол России в Бельгии. В тот период Чуркин по совместительству занимал должность постоянного представителя России при НАТО и Западноевропейском союзе. Как свидетельствует дипломат Александр Токовинин, за те четыре года, которые Чуркин находился на данной должности, его запомнили «в Брюсселе как блестящего профессионала и яркого человека», много сделавшего «на всех направлениях, на которых ему приходилось работать».
С 26 августа 1998 по 5 июня 2003 года — чрезвычайный и полномочный посол России в Канаде. Как отметил дипломат Олег Степанов, Чуркина «послали туда, […] чтобы наладить именно профессиональную, надёжную, размеренную работу и попытаться в российско-канадские отношения, которые всегда у нас были немножко особенными, внести какой-то элемент нормальности, позитива, конструктивности».
С июня 2003 по апрель 2006 года — посол по особым поручениям по вопросам участия России в Арктическом совете и Совете Баренцева/Евроарктического региона. В это время фактически находился в кадровом резерве МИД РФ, являлся председателем комитета старших должностных лиц международной неправительственной организации Арктический совет и занимался проблемами охраны окружающей среды и обеспечения устойчивого развития приполярных районов. Одним из его достижений на этом посту стало проведение Арктического совета на уровне министров иностранных дел в 2006 году в Салехарде.

#### Представитель РФ при ООН и в СБ ООН (2006—2017 годы)
8 апреля 2006 года президент России Владимир Путин подписал указ о назначении Виталия Чуркина на пост постоянного представителя Российской Федерации при Организации Объединённых Наций и в Совете Безопасности (СБ) ООН. Назначение продвигал министр иностранных дел России Сергей Лавров — соратник и товарищ Чуркина. 1 мая верительные грамоты были вручёны генеральному секретарю ООН Кофи Аннану. Чуркин являлся членом российской делегации и принимал участие в работе 61-й, 62-й, 63-й, 64-й, 65-й, 66-й, 67-й, 68-й, 69-й, 70-й, 71-й сессий Генеральной Ассамблеи ООН.

##### Стиль работы на постах в ООН
Основные решения, как голосовать по резолюциям Совета Безопасности ООН, конечно, принимаются в Москве на самом высоком уровне. В таких случаях постпреду проявить себя трудно, но, когда речь идёт о создании коалиции по различным вопросам, его дипломатические навыки играют важнейшую роль… Чуркин был одним из родоначальников нового стиля в области публичной дипломатии. Наряду с высоким профессионализмом у него были быстрая реакция, чувство юмора, идиоматический язык, он был звездой СМИ, что редко для дипломата, лицом России. Жёсткую позицию легко занять, но подать её с таким артистизмом — большое умение, поэтому его уважали как дипломата новой формации, он был таким всегда — подвижен и динамичен, легко шёл на контакт с разной аудиторией.
В течение почти 11 лет дипломат настойчиво отстаивал интересы Российской Федерации в ООН. Нередко жёсткие выступления Чуркина по разнообразным конфликтным вопросам мировой политики встречали негативную реакцию международных партнёров. При этом Чуркин стремился сохранить с оппонентами в ООН дружелюбные рабочие и личные отношения. Его резкие и не очень дипломатичные заявления, направленные против морализаторства западных стран и сделанные в условиях конфронтационной риторики во время заседаний СБ ООН, расходились на цитаты и «интернет-мемы», становясь символом возродившейся «холодной войны».
В период работы в ООН в вопросах комментирования внешней политики России Чуркин пользовался почти такой же свободой, как и министр иностранных дел РФ, регулярно выступал в российских и зарубежных средствах массовой информации с интервью, разъясняющими и детализирующими позицию РФ по тем или иным международным проблемам, часто в качестве ньюсмейкера. Вместе с тем Чуркин требовал сократить количество дипломатов на закрытых слушаниях в СБ ООН и запретить им проносить в зал сотовые телефоны, провести расследование утечек закрытой и конфиденциальной информации Совбеза, мгновенно распространяемой журналистами через системы быстрых сообщений Twitter и другие платформы, за что угрожал аннулированием аккредитаций. Сам он уподоблял труд дипломатов в постпредстве при ООН в Нью-Йорке труду сталеваров, отмечая, что ежедневный 12-часовой рабочий день и периодические ночные бдения на длинных и сложных заседаниях являются у них правилом, а не исключением.
В период своей деятельности в СБ ООН Чуркин неоднократно использовал право вето, которое, по его мнению, «не является деструктивным элементом. Это — элемент нашего конструктивного участия в дискуссиях в Совете Безопасности, который наверняка способствует повышению нашего авторитета». В то же время представители других стран нередко поднимали тему лишения России права вето, что, по словам Чуркина, юридически возможно, но реального пути для этого не существует. Чуркин, однако, поддерживал мысль о необходимости реформирования СБ ООН и включения в него новых членов, даже несмотря на то, что станет «сложнее договариваться» для достижения консенсуса.

##### Резонансные события
Россия последовательно выступает против рассмотрения мьянманского вопроса в Совете Безопасности Организации Объединённых Наций. Не отрицая наличия проблем в Мьянме, в частности в социально-экономической и гуманитарной областях, исходим из того, что ситуация в этой стране не представляет угрозы ни международному, ни региональному миру. Это мнение разделяется большим числом государств, включая, что особенно важно, соседей Мьянмы.
12 января 2007 года Чуркин наложил вето на резолюцию с призывом к властям Мьянмы прекратить нарушения прав человека, включая использование принудительного труда, преследование политических оппонентов и этнических меньшинств, признав наличие данных проблем, которые, однако, по его мнению, являются внутренним делом этой страны. Данное вето стало первым применённым Россией с 2004 года и первым для самого Чуркина. Вето наложил также и постоянный представитель Китая в ООН Ван Гуанъя, в результате чего двойное вето в Совете Безопасности ООН было применёно впервые с 1989 года, а для России и Китая — с 1972 года. После обострения конфликта в 2017 году официальный представитель МИД РФ Мария Захарова в комментарии на Фейсбуке назвала «фейком» сообщения о новом вето на резолюцию по Мьянме, на что один из пользователей процитировал слова Чуркина от 2007 года, однако она ответила, что «Чуркин умер […] в феврале 2017 года».
11 июля 2008 года Чуркин наложил вето на резолюцию о введении санкций против властей Зимбабве в связи с преследованиями оппозиции, усилившимися во время президентских выборов, на которых победил действующий президент Роберт Мугабе, находившийся к тому моменту у власти 28 лет. Чуркин заявил, что «представленный проект есть не что иное, как вмешательство СБ во внутренние дела государств, что идёт вразрез с Уставом ООН», отметив, что имеющиеся в Зимбабве проблемы «не решить путём искусственного возведения в степень угрозы международному миру и безопасности». Позже он отметил, что благодаря этому вето престиж России среди африканских стран «вырос многократно».
В августе 2008 года Чуркин вошёл в жёсткий клинч с представителями западных стран, отстаивая позицию России на заседаниях СБ ООН в период военного обострения российско-грузинского конфликта из-за Южной Осетии и Абхазии. Он назвал «этнической чисткой» ситуацию, в которой «из 120-тысячного населения больше четверти стали беженцами» и «погибли 2 тысячи человек мирного населения», заявив, что Южная Осетия «обратилась к России, потому что такова миссия России — заботиться о безопасности народов Кавказа». На заседании 8 августа по поводу заявлений представителей руководства Грузии о решении территориальных вопросов военным путём Чуркин заявил, что «грузинские политики иногда проговариваются», добавив, что в результате этого «полностью подорван кредит доверия к грузинскому руководству как ответственному участнику переговорного процесса и в целом международного общения, соответствующего принципам Устава Организации Объединённых Наций». На следующий день он сказал, что действия президента Грузии Михаила Саакашвили ставят «под большой вопрос состоятельность Грузии как государства и как ответственного члена мирового сообщества». На заседании 10 августа Чуркин сказал, что Россия «не отказывается» от «международных усилий» в связи с урегулированием конфликта и «наш министр иностранных дел просто не отходит от телефона — все время разговаривает с государственным секретарём США». В свою очередь представитель США в ООН Залмай Халилзад отметил, что «во время этого разговора министр иностранных дел Лавров сказал государственному секретарю Соединённых Штатов Райс, что демократически избранный президент Грузии — я цитирую — „должен уйти“. Привожу эту цитату ещё раз: „Саакашвили должен уйти“». Ввиду этого Халилзад задал Чуркину вопрос — «цель Вашего правительства состоит в смене режима в Грузии, в свержении демократически избранного правительства Грузии?», на который получил следующий ответ:
Теперь Ваша интересная ссылка на телефонный дипломатический конфиденциальный разговор между нашим министром и Вашим государственным секретарем. Я прямо хочу сказать, что «изменение режима» — это американская терминология. Мы этой терминологией не пользуемся. Но иногда бывают случаи, когда лидеры, а некоторые из них, мы знаем из истории, даже и выбирались своими народами — разные, бывает, лидеры приходят к власти и демократическим или полудемократическим путём, — когда эти лидеры становятся преградой для того, чтобы народ мог выйти из той или иной ситуации. В этих ситуациях некоторые лидеры принимают мужественные решения в отношении своего политического будущего. Иногда те или иные вопросы обсуждаются, в том числе и между дипломатами. Я обнадежён тем, что Вы публично об этом говорите. Я полагаю, это означает, что эта идея Вас заинтересовала и Вы готовы вынести её на суд международной общественности.
Халилзад отметил, что так и не получил ответа на свой вопрос, на что Чуркин посоветовал ему надеть наушник. В ходе данной перепалки, Чуркин, не ответивший на прямой вопрос Халилзада, по мнению СМИ уподобился Валериану Зорину, проигнорировавшему настойчивые просьбы Эдлая Стивенсона подтвердить размещение советских ядерных ракет на Кубе в 1962 году. Факт существования данного «ответа» со стороны Чуркина был подтверждён журналистами, в комментарии которым он отметил, что «иногда некоторые лидеры должны задуматься, насколько они полезны для своего народа». После этого заместитель главы департамента информации и печати МИД РФ Борис Малахов заявил, что «мы не хотим смены режима в Тбилиси», оговорившись при этом, что «судьба Саакашвили в руках его собственного народа». Тем временем Лавров обвинил Райс в «некорректной интерпретации» его слов, но при этом сам подтвердил, что «человек, отдавший приказ совершать военные преступления, в результате которых погибли тысячи российских граждан, включая миротворцев, не может рассматриваться Россией в качестве партнёра». Позднее, Чуркин неоднократно лично критиковал Саакашвили как человека, «чьё психическое состояние требует профессиональной оценки», характеризуя его речи как «набор бредовых измышлений, носивших не просто антироссийский, а русофобский и антиправославный характер». Спустя 10 лет, в 2018 году Кондолиза Райс подтвердила факт телефонного разговора с Лавровым, в котором он выдвинул условия прекращения конфликта и в одном из пунктов значилось, что «Миша Саакашвили должен уйти. Но это только между нами». В ответ, несмотря на возражения Лаврова, Райс пообещала как можно шире распространить информацию о данном условии, так как «госсекретарь США и министр иностранных дел России не могут вести разговоры о свержении демократически избранного лидера страны».
15 июня 2009 года Чуркин наложил вето на резолюцию о продлении мандата миротворческой миссии ООН в зоне грузино-абхазского конфликта, так как резолюция об учреждении миссии «была одобрена в апреле прошлого [2008] года ещё до агрессии Грузии в отношении Южной Осетии» и поэтому не отражает «новую политическую реальность», а именно «возникновение двух новых суверенных государств — Абхазии и Южной Осетии».
17 марта 2011 года Чуркин воздержался при голосовании по резолюции о Ливии, обосновав данную позицию «общими гуманитарными принципами», хотя в проект, по его словам, «оказались включёнными положения, открывающие дверь для проведения масштабной военной интервенции». Впоследствии он почти на каждом заседании СБ ООН напоминал об американской гуманитарной интервенции с целью отстранения Муаммара Каддафи от власти, отмечая, что она не дала результата, поскольку «односторонние авантюры до добра не доведут», и что «ситуация в стране, конечно, продолжает оставаться почти катастрофической».
В марте 2013 года широко освещалась в СМИ полемика на повышенных тонах в Совете Безопасности между Чуркиным и представителем США при ООН Сьюзан Райс. Американский посол обвинила Россию в блокировании принятия заявления Совбеза о пограничном конфликте между Суданом и Южным Суданом. Российскую сторону не устраивал американский вариант проекта резолюции, где предлагалось развить максимальное давление на правительство Судана, в том числе за напряжённое положение в ряде приграничных районов и налёты авиации на территорию Южного Судана. Полемика Чуркина и Райс временами перерастала в весьма эмоциональную пикировку, сравнимую с «перебранками двух школьников», за которой в телетрансляциях наблюдали миллионы зрителей в разных странах мира. В результате стороны всё же пришли к согласию — и Совбезом ООН был принят компромиссный вариант резолюции. Впоследствии Райс отметила, что «Виталий был грозным противником, но всегда оставался другом».
В общей сложности Чуркин заблокировал принятие шести различных резолюций по вопросам Гражданской войны в Сирии, продвигаемых западными странами для решения конфликта дипломатическим путём — 4 октября 2011 года, 4 февраля и 19 июля 2012 года, 22 мая 2014 года, 8 октября и 5 декабря 2016 года. При этом он заявлял, что сирийский конфликт спровоцировали «отдельные международные и региональные игроки, которым однажды пришло в голову сменить власть в Дамаске и круто перекроить политическую, этноконфессиональную и экономическую карту региона», ввиду чего его можно рассматривать как «современную агрессивную форму колониализма». Однако, как отметила Саманта Пауэр, в то время постпред США при ООН, хотя Чуркин «публично представлял позицию Путина», «именно Виталий отчаянно (и, как оказалось, безуспешно) пытался добиться внесения изменений в тексты [резолюций], чтобы их могла бы одобрить Москва». По распространившейся по арабским СМИ информации, на заседании СБ ООН 4 февраля 2012 года премьер-министр и министр иностранных дел Катара Хамад бен Джасем Аль Тани сказал, что «если Москва наложит вето на проект резолюции по Сирии, то потеряет все арабские страны», после чего Чуркин якобы ответил, что «если вы будете разговаривать со мной таким образом, то уже сегодня не будет больше такого понятия, как Катар». На пресс-конференции в штаб-квартире ООН Чуркин заявил, что «прибегать к угрозам — вовсе не мой стиль», опровергнув тем самым эти «бесчестные, грязные и провокационные» сообщения, и заявил, что «это дезинформация и отъявленная ложь», имевшая своей целью вбить клин в отношения России и Катара. МИД РФ в свою очередь прокомментировал эту ситуацию тем, что «эти сообщения абсолютно не соответствуют действительности и в принципе не заслуживают комментария». 13 декабря 2016 года во время обсуждения ситуации в Алеппо, куда вошли сирийские правительственные войска, Чуркин, по свидетельству из «твита» журналиста Самюэля Оакфорда, заявил, что «детей в Сирии посыпают пылью, чтобы выдать за жертв». Позднее Пауэр подтвердила, что Чуркин произнёс эти слова, добавив, что в этом случае «моё отвращение начинало вредить нашим деловым отношениям».
3 марта 2014 года Чуркин по уполномочению продемонстрировал на заседании СБ ООН фотокопию официально зарегистрированного в ООН обращения президента Украины Виктора Януковича к президенту России Владимиру Путину от 1 марта того же года с просьбой о вводе российских войск на украинскую территорию с целью «восстановления законности, мира, правопорядка, стабильности и защиты населения Украины». Как записано в стенограмме на сайте ООН, в своём выступлении по поводу опасений касательно судьбы людей, живущих на Южной и Восточной Украине, Чуркин заявил, что им угрожают «правые силы, которые терпеть не могут ни русских, ни россиян и которые только вспоминают, как их лидеры — Бендера, Шушкевич — боролись под гитлеровскими знамёнами против советской власти, против Советского Союза, против Красной армии, против антигитлеровской коалиции», однако на сайте постпредства РФ при ООН слова «Бендера, Шушкевич» были исправлены на «Бандера и Шухевич». Перепутав, по всей видимости, лидера ОУН Степана Бандеру с городом Бендеры, а руководителя УПА Романа Шухевича с бывшим председателем Верховного Совета Республики Беларусь Станиславом Шушкевичем, Чуркин удостоился от него эпитета «козёл». Путин, в тот же день наделённый Советом Федерации Федерального Собрания РФ правом на ввод войск, подтвердил наличие и поступление письма Януковича, равно как и члены Совета Федерации. Впоследствии Чуркин отрицал присутствие российских военных на востоке Украины, в то же время подтверждая факт участия российских добровольцев в боевых действиях. Через три года после аннексии Крыма и спустя 2 дня после смерти Чуркина уже бывший президент Украины Янукович, проживающий на территории РФ, заявил, что направил Путину не письмо, а заявление, в котором при этом «не просил вводить войска на Украину». После этого факт поступления письма в администрацию президента РФ и в Совет Федерации отвергли в Генеральной прокуратуре России, а пресс-секретарь президента РФ Дмитрий Песков заявил, что не знает, почему Чуркин представил обращение Януковича в СБ ООН как официальное.
Он был такой талантливый человек, вёл блестящие брифинги, отстаивал мою политику. А после Крыма Виталий стал выступать с какими-то просто удивительно оголтелыми заявлениями в поддержку аннексии и потом даже интервенции в Восточной Украине.
15 марта 2014 года Чуркин наложил вето на проект резолюции о признании незаконным и не имеющим юридической силы референдума об отделении Крыма от Украины. Он оговорился, что Россия «не оспаривает принцип территориальной целостности государств», в то же время говоря, что «до 1954 года Крым был частью России» и был передан Украине «в нарушение законодательства и без учёта мнения народа Крыма», который должен сам «определить своё будущее». При этом ранее в связи со случаем Косова Чуркин отмечал, что «Хельсинкский заключительный акт допускает изменение границ государств, но только политическими средствами и только по согласию сторон». В ответ на упрёки по поводу аннексии Крыма Россией со стороны представителей других стран, в частности США и Великобритании, Чуркин заявлял, что «народ Крыма вполне определённо выразил свою волю на референдуме. 93 % населения проголосовало за воссоединение с Россией, от которой Крым был отторгнут несправедливо и незаконно», а касательно «позиции представителя Соединённого Королевства, то хочу посоветовать: верните Мальвинские острова, верните Гибралтар, верните аннексированную вами часть Кипра, верните архипелаг Чагос в Индийском океане, который вы превратили в огромную военную базу. Тогда ваша совесть будет, может быть, чуть более чиста, и сможете рассуждать на другие темы».
8 июля 2015 года Чуркин наложил вето на проект резолюции о признании геноцидом резни в Сребренице и об осуждении отрицания геноцида в Сребренице, в ходе которого в 1995 году войсками сербского генерала Ратко Младича было убито около 8 тысяч мусульман мужского пола. По мнению Чуркина, сербы пострадали «не меньше других» и «в условиях отсутствия консенсуса по данному вопросу в самой Боснии и Герцеговине […] принятие в нынешнем виде резолюции Советом Безопасности ООН стало бы абсолютно контрпродуктивным шагом, обострило бы ситуацию в регионе». Впоследствии Саманта Пауэр отметила: «Путин, надеявшийся на более тесные связи с Сербией, хотел помешать Совбезу назвать это „геноцидом“. Мы с Виталием несколько дней работали вместе над версией текста, которую мог бы одобрить его президент. Утром перед заседанием Виталий с трудно скрываемым разочарованием прислал мне письмо: „Не вышло“. Он наложил вето на резолюцию». При этом, ещё в 2008 году Лавров назвал события в Сребренице «актом геноцида».
29 июля 2015 года Чуркин наложил вето на выдвинутый Малайзией проект резолюции о создании международного трибунала и привлечении к уголовному наказанию лиц, ответственных за уничтожение рейса MH17 в Донецкой области Украины. Чуркин отметил, что нужно «дождаться результатов расследования и потом уже подумать, как эффективнее организовать судебное разбирательство», так как «создаётся впечатление, что речь идёт о попытке организовать грандиозное политическое шоу, от чего задача определить виновных в инциденте только пострадает», а российское вето «не имеет ничего общего с поощрением безнаказанности», так как проект резолюции «лишён какой-либо правовой и прецедентной основы».
Осенью 2016 года, после нескольких туров консультаций и голосований с участием Чуркина, в тот момент председателя СБ ООН, выяснилось, что фигура португальца Антониу Гутерреша является наиболее приемлемой для России и США в качестве преемника Пан Ги Муна на посту Генерального секретаря ООН. 5 октября 2016 года, перед решающим голосованием в ООН с участием нескольких кандидатов, Чуркин на специальной пресс-конференции объявил в присутствии остальных постпредов государств-членов Совбеза ООН, что новым генеральным секретарём в ходе выборов, носящих формальный характер, «практически гарантированно» будет избран Гутерреш. В одном из последних интервью Чуркин отмечал, что «поставив на Гутерреша, члены ООН сделали правильный выбор». 24 ноября 2016 года постпред РФ в ООН принял участие во встрече Путина и Гутерреша в Кремле, где генсек ООН признал ведущую роль России в международных отношениях. Это была последняя поездка Чуркина на родину.

### Смерть
Обстоятельства и расследование
Виталий Иванович Чуркин скоропостижно скончался 20 февраля 2017 года в 10:55 утра (UTC−5:00) во время проведения реанимационных действий и оказания скорой медицинской помощи в Нью-Йоркской Пресвитерианской больнице при Колумбийском университете, куда поступил в бессознательном состоянии после, предположительно, сердечного приступа, произошедшего около 9:30 утра (UTC−5:00) в его кабинете в здании представительства РФ при ООН на 67-й улице Манхэттена в Нью-Йорке. Он не дожил один день до своего 65-летия, став вторым представителем СССР и России при ООН, скончавшимся в Нью-Йорке при исполнении служебных обязанностей, после Андрея Вышинского.
21 февраля пресс-секретарь главного медицинского эксперта Нью-Йорк-Сити Джули Болсер заявила, что точная причина смерти Чуркина не была выявлена по результатам вскрытия, а будет установлена через несколько недель после проведения гистологических и токсикологических анализов. Официальный представитель МИД РФ Мария Захарова назвала эту информацию «вбросами» и «спекуляциями». Между тем, большинство смертельных случаев не являются подозрительными, а их расследование медицинскими экспертами считается обычной практикой. По информации СМИ, у Чуркина были проблемы с сердцем, а также он болел лейкемией, что скрывал от своих коллег. В письмах от 24 февраля и 1 марта в управление международных дел мэрии Нью-Йорка советник-посланник миссии США при ООН по делам принимающей страны Джеймс Донован от имени Государственного департамента США попросил мэра Нью-Йорка Билла Де Блазио никоим образом не раскрывать данные об обстоятельствах смерти Чуркина, так как распространение этой информации в СМИ вызвало жалобы российских дипломатов. 10 марта пресс-секретарь главного медицинского эксперта Нью-Йорк-Сити Джули Болсер сообщила о том, что юридический департамент Нью-Йорк-Сити дал указание не оглашать публично причину и обстоятельства смерти Чуркина для соблюдения международного права и протокола в соответствии с Венской конвенцией о дипломатических сношениях 1961 года. В постпредстве РФ при ООН поддержали это решение «как полностью соответствующее принципам неприкосновенности частной жизни и дипломатического иммунитета», однако вскоре чиновник из мэрии Нью-Йорка на условиях анонимности сообщил агентству «Associated Press», что Чуркин скончался от сердечного приступа. Новая утечка информации снова вызвала недовольство МИД РФ. Официальные результаты медицинской экспертизы были переданы американской стороной вдове Виталия Чуркина.
По мнению главы лаборатории оценки и коррекции сердечно-сосудистого риска Государственного научно-исследовательского центра профилактической медицины Минздрава РФ, эксперта Лиги здоровья нации, врача-кардиолога, профессора Мехмана Мамедова, появившееся в профессиональной среде выражение «синдром Чуркина» характеризует ту ситуацию, когда внезапный обширный инфаркт у внешне спокойного и невозмутимого дипломата происходит на фоне стрессовых хронических психоэмоциональных нагрузок и многолетних тяжёлых переживаний, повлёкших за собой проблемы со здоровьем Чуркина, проявившиеся в отёчности и покраснениях на его лице.
Соболезнования
Виталий посвятил всю свою карьеру защите страны, культуру и традиции которой он ценил. Хотя он никогда не говорил мне об отношении к своему президенту, мне казалось, что он ценит то, как Путин восстановил важность России на международной арене — но предпочёл бы мирные методы. Насколько мне известно, он никогда не думал о том, чтобы сложить полномочия в знак протеста против ужасных действий Путина. Но важно понимать, что, даже если бы он так поступил, его скорее всего сменил бы человек, который менее готов к компромиссу. Это только ослабило бы возможности ООН по распространению мира и стабильности и подорвало бы отношения России и США.
Соболезнования в связи с кончиной выразили президент РФ и председатель правительства России Владимир Путин и Дмитрий Медведев, президент США Дональд Трамп, бывший и действующий генеральные секретари ООН Пан Ги Мун и Антониу Гутерриш, верховный представитель ЕС по иностранным делам и политике безопасности и заместитель председателя Европейской Комиссии Федерика Могерини, действующий и бывшие постоянные представители США при ООН и в Совбезе ООН Никки Хейли, Сьюзан Райс и Саманта Пауэр, постоянный представитель Великобритании при ООН Мэтью Рикрофт, а также ряд других дипломатов и политиков.
В связи с кончиной Чуркина, по предложению постоянного представителя Украины при ООН и председателя СБ ООН Владимира Ельченко, было принято заявление для прессы, что не удовлетворило министра иностранных дел России Сергея Лаврова, потребовавшего вынесения специального решения и проведения отдельного заседания СБ ООН по этому поводу (чего, по заявлению пресс-секретаря МИД Украины Марьяны Бецы, «никогда не было в истории ООН»). В постпредстве РФ при ООН была открыта книга соболезнований, достигшая объёма четырёх томов. Память Чуркина минутой молчания почтили участники заседания Совета по опеке ООН, а также депутаты Государственной Думы РФ. 21 марта «в торжественной и тёплой обстановке» прошло специальное заседание Генеральной Ассамблеи ООН, посвящённое памяти Чуркина.
Похороны
22 февраля в постоянном представительстве России при ООН в Нью-Йорке прошло прощание с Чуркиным, после чего гроб с его телом был отправлен в Россию. 23 февраля гроб в сопровождении родных был доставлен в Москву регулярным рейсом российских авиалиний, приземлившимся в аэропорту Шереметьево. Гражданская панихида состоялась 24 февраля в Большом траурном зале Центральной клинической больницы Управления делами Президента РФ. После отпевания Чуркин был похоронен с воинскими почестями под звуки гимна России и оружейного салюта на Троекуровском кладбище Москвы (8-й участок).
Последствия
24 февраля временным поверенным в делах РФ при ООН был назначен Пётр Ильичёв, работавший первым заместителем Чуркина. Фактически же на заседаниях Совбеза ООН представителем России был Владимир Сафронков. Кандидатура нового постпреда Василия Небензи была одобрена Советом Федерации и Государственной думой, а 27 июля утверждёна президентом РФ.

## Память
Именем Чуркина было предложено назвать улицы в Москве, Волгограде, Симферополе, Цхинвале, Баня-Луке, а также ежегодную международную премию «за отстаивание интересов Крыма в мире». Помимо этого планировалась установка памятника Чуркину в Сребренице за блокирование принятия резолюции ООН о геноциде.
Как отмечал министр иностранных дел РФ Сергей Лавров, именем Чуркина могут назвать московскую школу, где он учился, а также улицы и площади в различных городах России, международную дипломатическую премию и государственную награду, или стипендию для студентов МГИМО. После этого возглавляемый Путиным Общероссийский народный фронт обратился к мэру Москвы Сергею Собянину с предложением присвоить гимназии № 1522 имя Чуркина, которое поддержали в Московской городской думе. 30 августа 2017 года городская межведомственная комиссия по наименованию территориальных единиц Москвы приняла решение о присвоении гимназии имени Чуркина. Решение было принято 1 сентября, накануне начала нового учебного года. Согласно московскому законодательству, имя государственного или общественного деятеля может быть присвоено объекту городской инфраструктуры или учреждению только по истечении пяти лет со дня его смерти, ввиду чего Собянин сделал для Чуркина «исключение» — «в память о любимом в народе защитнике интересов России». Как отметил политолог Георгий Бовт, такое «уже не раз бывало в отношении тех, кого хочет увековечить власть», тогда как в случае убитого Бориса Немцова сослались на «положенный срок».
6 ноября 2017 года у галереи Кучански в Источно-Сараево, входящем в Республику Сербскую в составе Боснии и Герцеговины, был установлен памятник Чуркину, представляющий собой доску на чёрном мраморном постаменте с его портретом, именем и годами жизни, а также надписью «Спасибо за Русское Нет», прямо отсылающем к блокированию резолюции о признании убийств мусульман в Сребренице геноцидом. Ранее, муниципалитет Сребреницы отказал в установке памятника Чуркину во избежание усиления напряжённости и разногласий среди жителей города.
22 февраля 2018 года в Маринкино установили памятную плиту, спустя год (21.02.2019) на этом месте открыли монумент. Двухметровый памятник, представляющий собой бронзовую статую Чуркина в полный рост с перекинутым через левую руку плащом в виде римской тоги, выполнен в технике «экспрессивной лепки» сербским скульптором Драганом Раденовичем, автором неоднозначных памятников Стиву Джобсу и Николе Тесле. Сообщалось о сборе материалов для музея, который предполагалось создать на базе заброшенного дома в Маринкино, либо в доме деда Чуркина, находящегося в Киржаче.
В 2020 году улица имени Чуркина появилась в Симферополе.
В июле 2025 года в Республике Сербской на том же месте, где ранее была установлена мемориальная плита «Спасибо за Русское Нет», открыли бюст работы Айдына Зейналова с надписью на тыльной стороне постамента памятника на сербском языке: «Благодарное сербство и народ Республики Сербской».

## Личная жизнь
Чуркин был женат, есть дочь и сын.
Жена — Ирина Евгеньевна Чуркина (род. 1956) — окончила Институт иностранных языков им. Мориса Тореза, работает переводчиком и преподавателем французского языка.
Дочь — Анастасия (род. 1984) — окончила МГИМО, работала на российском государственном телеканале Russia Today. Комментируя в марте 2014 года критику американской телеведущей Кристиан Аманпур в адрес своей дочери, работающей в США, в связи с предполагаемым личным покровительством из-за родственных связей, Чуркин ответил в письме, что гордится дочерью: «Она не только хороший журналист, но и строго держит свою профессиональную дистанцию от меня». Была замужем за телеведущим ВГТРК Евгением Поповым.
Сын — Максим (род. 1988) — окончил МГИМО, живёт в Москве, о роде занятий не распространяется.
В свободное от работы время Чуркин любил ходить в театр и смотреть кино, интересовался хоккеем, играл в теннис, а также занимался плаванием и конькобежным спортом. Часто бывал на «малой родине» в Маринкино. Аккаунтов в социальных сетях не вёл.

## Награды

### Российские
Государственные
- Орден «За заслуги перед Отечеством» IV степени (15 февраля 2012) — за большие заслуги по защите и продвижению интересов Российской Федерации на международной арене[308]. Вручён 22 февраля президентом России Дмитрием Медведевым на церемонии в Екатерининском зале в Кремле[309].
- Орден Александра Невского[246] (нет данных).
- Орден Мужества (21 февраля 2017, посмертно) — за самоотверженность, стойкость и высокий профессионализм, проявленные на посту Постоянного представителя Российской Федерации при Организации Объединённых Наций в Нью-Йорке, США[310]. Вручён 24 февраля вдове Чуркина министром иностранных дел РФ Сергеем Лавровым на панихиде в ЦКБ[311].
- Орден Почёта (2 февраля 2009) — за большой вклад в реализацию внешнеполитического курса Российской Федерации, многолетнюю безупречную дипломатическую службу[312].
- Благодарность президента Российской Федерации (27 октября 1994) — за большой личный вклад в подготовку встреч на высшем уровне на о. Корфу и в Неаполе[313].

Региональные
- Орден «Слава Осетии» (Республика Северная Осетия — Алания, 23 февраля 2017, посмертно) — за заслуги перед народом Осетии и высокий профессионализм, проявленный на посту Постоянного представителя Российской Федерации при Организации Объединённых Наций[314] (высшая государственная награда российского региона)[315][316]. Передан 26 мая в МИД РФ полномочным представителем РСО-Алания при президенте РФ Борисом Джанаевым заместителю министра иностранных дел РФ Геннадию Гатилову[317][318][319].

### Иностранные
- Орден Сербского флага 1 степени (Сербия, 21 февраля 2017, посмертно) — за безусловную поддержку по резолюции в Сребренице[320][321]. Вручён 18 декабря вдове Чуркина на церемонии в сербском посольстве в Москве президентом Сербии Александром Вучичем[322][323].

Частично признанных государств
- Орден «Уацамонга» (Южная Осетия, 22 февраля 2017, посмертно) — в знак признания особых заслуг в утверждении справедливости и равенства прав всех наций и народов в международных отношениях, а также за личный вклад в укрепление государственной независимости Республики Южная Осетия и проявленное при этом мужество[324] (высшая государственная и воинская награда частично признанного государства)[325][326]. Вручён 14 марта вдове Чуркина на церемонии в южно-осетинском посольстве в Москве послом Южной Осетии в России Знауром Гассиевым[327][328].

Государственных образований
- Орден Флага Республики Сербской с серебряным венком (Республика Сербская, 27 июня 2017, посмертно) — за труд и выдающиеся заслуги в послевоенном развитии Республики Сербской, укрепление мира и международного сотрудничества, и развитие политических и дружественных отношений между Республикой Сербской и Российской Федерацией[329]. Передан в тот же день на церемонии по случаю национального сербского праздника Видовдан и праздника Крестной славы Армии Республики Сербской в Народной скупщине Республики Сербской в Баня-Луке президентом Республики Сербской Милорадом Додиком послу России в Боснии и Герцеговине Петру Иванцову[330][331][332][333][334].

### Международных организаций
- Почётная грамота Совета коллективной безопасности Организации Договора о коллективной безопасности (20 декабря 2011) — за активную и плодотворную работу по развитию и углублению военно-политического сотрудничества в рамках Организации Договора о коллективной безопасности[335].